# ملاقات در ژوئیه
ملاقات در ژوئیه (فرانسوی: Rendez-vous de juillet‎) فیلم کمدی به کارگردانی ژاک بکر است که در سال ۱۹۴۹ منتشر شد. این فیلم در جشنواره فیلم کن ۱۹۴۹ حضور داشت و مجدداً در سال ۲۰۱۶ برای نمایش در بخش کلاسیک‌های کن جشنواره فیلم کن ۲۰۱۶ انتخاب شد.

## بازیگران
- موریس رونه
- هلن رمی
- نیکول کورسل
- الکساندر آستروک
- بریژیت اوبر
- کاپوسین
- گستون مودو
- لوئی سنیه
- رکس استوارت
- فرانسوا آرنول
- پی‌یر موندی
- کولت رژیس
- لئون باری